# Escudos del Paraguay
Los escudos del Paraguay son símbolos nacionales oficiales de la República del Paraguay, compuestos por un anverso y un reverso. El anverso muestra una estrella de cinco puntas en el centro, rodeada por una rama de palma a la izquierda y una rama de olivo a la derecha, con la inscripción «República del Paraguay» en una orla. El reverso presenta un león sentado frente a una lanza con un gorro frigio en la punta, acompañado por el lema «Paz y Justicia». Estos emblemas fueron establecidos por primera vez en documentos oficiales en 1820 y descritos legalmente en 1842. Su diseño fue estandarizado por decreto en julio de 2013, tras investigaciones históricas y consenso entre especialistas.
El 30 de septiembre de 1812 el Congreso Supremo adopta el Escudo Nacional sin indicarse su forma ni atributos. En 1820, apareció en los papeles oficiales un primer símbolo creado por José Gaspar Rodríguez de Francia, usado hasta 1842 y el 25 de noviembre de 1842 el Congreso General Extraordinario describe por primera vez, en la Ley del Pabellón Nacional, los Símbolos Patrios del Paraguay.
En el artículo primero de la Resolución del Congreso General Extraordinario del 25 de noviembre de 1842 se establece lo siguiente:

«Manda y ordena que el Pabellón de la República sea el mismo que hasta aquí ha tenido la Nación, con las variaciones convenientes, esto es, una bandera compuesta de tres fajas horizontales: colorada, blanca y azul. De un lado, el Escudo Nacional con una palma y una rama de olivo entrelazadas en el vértice y abiertas en la superficie, resaltando en el medio de ellas una estrella. En la orla, una inscripción distribuida que dice: "República del Paraguay". En el lado opuesto, un círculo con la inscripción "Paz y Justicia" y en el centro, un león en la base del símbolo de la libertad.»

La Constitución Nacional promulgada el 25 de agosto de 1967 incorpora la descripción de los símbolos patrios, sin establecer una representación gráfica estandarizada, habilitando a la legislación ordinaria la reglamentación de sus características y usos, en los casos en que estos no estuvieran definidos por la resolución de 1842.
Posteriormente, la Constitución Nacional de 1992, al derogar la de 1967, reitera la vigencia del contenido simbólico fijado en la resolución del Congreso de 1842, al establecer en su artículo 139 que:

«La ley reglamentará las características de los símbolos de la República no previstos en la resolución del Congreso General Extraordinario del 25 de noviembre de 1842, y determinará su uso.»

En julio de 2013, mediante decreto presidencial, se dispuso la estandarización oficial de los escudos nacionales de la República del Paraguay. Esta decisión se fundamentó en investigaciones realizadas por especialistas en historia, y en el resultado de debates técnicos que generaron consenso sobre el diseño más adecuado. El modelo adoptado se basa en los utilizados durante el siglo XIX, descartando versiones no oficializadas por ley, como aquellas diseñadas por Harold Theodor Ronnebeck durante el régimen de Alfredo Stroessner, las cuales incluían modificaciones como orlas rojas en las inscripciones, fondo azul en la estrella y variantes cromáticas en las letras.

## Origen

Sello de la República (1823-1842)

El actual Sello Nacional de Paraguay se basa en un sello creado durante la dictadura de José Gaspar Rodríguez de Francia. Era similar al actual, pero la principal diferencia radicaba en su estrella de seis puntas blanca, que también aparecía en la bandera de esa época. Registros sobrevivientes de este símbolo muestran que la palabra «DE» se encontraba abreviada con un solo carácter.

## Descripción

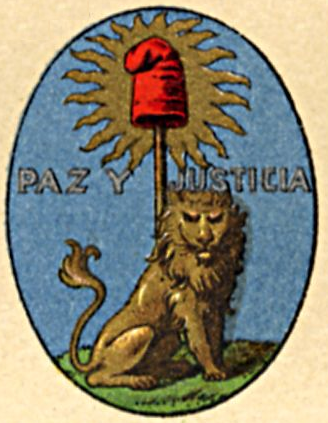
Sello de Hacienda (Meyers, 1908).

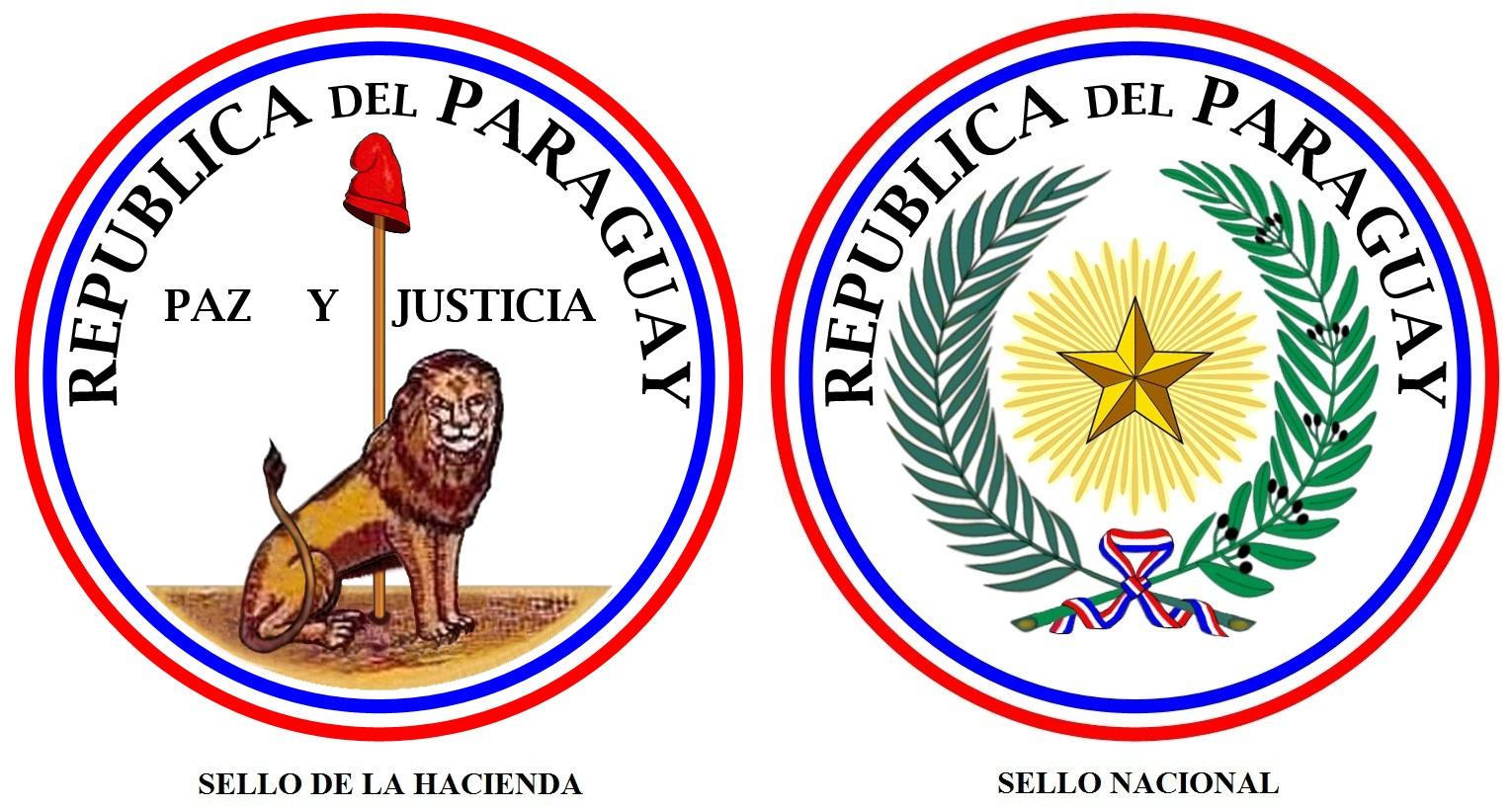
Versiones más utilizadas antes de 1988

### Anverso
El anverso es circular y lleva en el centro una estrella de color amarillo de cinco puntas, rodeada por dos ramos, uno de palma y otro de olivo de forma semicircular cada uno y unidos en la parte. Bordeando los ramos, en letras mayúsculas, en una orla, ostenta la inscripción: República del Paraguay que es la denominación oficial del país.

### Reverso
El reverso consiste en un león abrazando a una lanza con el gorro frigio y circundado por el lema Paz y Justicia dentro de una orla. Debido a que el escudo del reverso del Pabellón fue descrito sin ilustración en el Reglamento del Congreso General Extraordinario de 1842, se conocen una gran cantidad de versiones distintas. La versión más nueva señala que es de color natural, se encuentra con las fauces abiertas y mirando hacia la derecha.
Los diseños del paraguayo Harold Theodor Ronnebeck fueron los de más uso en los últimos años hasta julio del 2013. Estos fueron presentados al gobierno en los años de 1980 (aparentemente para complacer al dictador Stroessner, pues contaba con gules adicionados, haciendo predominar al color rojo, el distintivo de su partido), pero no aprobados por ley ni decreto dentro de la República del Paraguay. Fueron promovidos por diversos presidentes, ministros y funcionarios desde dicha época, leales al stronismo.
|                |
| Sello Nacional |

|                   |
| Sello de Hacienda |

## Escudos heráldicos
Entran en vigencia en julio de 2013 luego del consenso logrado entre historiadores, a fin de respetar en la mejor forma posibles los escudos originales de 1842. Se otorgaron 90 días a las instituciones públicas para adecuarse a la norma, en caso de ser necesario. La tipografía de las letras será Arial en negritas.

### Anverso
Heráldicamente está blasonado de la siguiente manera:

Escudo heráldico (anverso).

Escudo heráldico (reverso).

Llevará la inscripción "República del Paraguay" en letras negras distribuidas en una orla sin color de fondo, de anchura equivalente a una doceava parte del círculo del escudo. Las ramas de la palma y la oliva, con su color natural, deberán estar entrelazadas en su base y curvadas en la proporción exigida por la orla. La estrella de cinco puntas, de color amarillo, deberá ocupar el centro geométrico, sin círculo limitante.

### Reverso
Heráldicamente está blasonado de la siguiente manera:

Llevará la inscripción "Paz y Justicia" en letras negras, distribuida en una orla sin color de fondo, de anchura equivalente a una doceava parte del círculo del escudo, de 135 grados de circunferencia, centrada en la parte superior. La figura del león, en su color natural, estará en posición sedente, de perfil mirando a la derecha del observador, en actitud rugiente y con la cola levantada, ondulante y sobresaliendo, ubicada al costado de sus extremidades posteriores. La pica debe ubicarse detrás del león, sobre el diámetro vertical, con largura proporcionada y con remate en su extremo superior por el gorro frigio rojo, símbolo de la libertad.